# Xã Freedom, Quận Carroll, Illinois
Xã Freedom (tiếng Anh: Freedom Township) là một xã thuộc quận Carroll, tiểu bang Illinois, Hoa Kỳ. Năm 2010, dân số của xã này là 695 người.